# Osiedle Piastowskie (Środa Wielkopolska)
Osiedle Piastowskie – osiedle położone we wschodniej części Środy Wielkopolskiej.